# 208
El año 208 (CCVIII) fue un año bisiesto comenzado en viernes del calendario juliano, en vigor en aquella fecha.
En el Imperio romano el año fue nombrado como el del consulado de Aurelio y Geta o, menos comúnmente, como el 961 Ab urbe condita, siendo su denominación como 208 posterior, de la Edad Media, al establecerse el Anno Domini.

## Acontecimientos

### Imperio romano
- El emperador romano Septimio Severo repara el Muro de Antonino (sus reparaciones son a veces llamadas el Muro de Severo).
- Severo, Caracalla y Geta lanzan campañas militares contra los caledonios y los macates en Britania.

### Asia
- 10 de diciembre: Cao Cao escribe Duǎn Gē Xíng.
- Artaban V comienza su reinado como rey de los partos.
- China - Otoño - El enorme ejército de Cao Cao da caza al ejército de Liu Bei en su huida hacia el sur. El enfrentamiento ocurre en Changban.
- China - Invierno - Batalla de Chi Bi o de los Acantilados Rojos. Momento crucial en el desarrollo de los Tres Reinos. La enorme armada de Cao Cao baja por el río Chang Jiang para enfrentarse a la pequeña flota de Liu Bei y Zhou Yu. Contra todo pronóstico, las fuerzas de Liu Bei y Zhou Yu masacran a las de Cao Cao; junto con la Batalla de Yamen y la Batalla del lago Poyang, esta es una de las más grandes batallas navales en la historia de China.

## Nacimientos
- 1 de octubre: Alejandro Severo, emperador romano

## Fallecimientos
- China - Liu Biao, gobernador de la provincia de Jing, muere a la edad de 66 años.
- China - Han Xuan, prefecto de Chang Sha, muere asesinado a manos de su oficial, Wei Yan.
- China - Jin Xuan, prefecto de Wu Ling, muere atravesado por una flecha disparada por su oficial Gong Zhi.